# 翻身
《翻身——中国一个村庄的革命纪实》（英語：Fanshen: A Documentary of Revolution in a Chinese Village）是韩丁于1966年出版的一本书，描述了1945年至1948年中国共产党在“长弓村”（Long Bow Village，实为位于山西省长治市潞城区微子镇的张庄，韩丁把“张”字拆开，称张庄为“长弓村”）进行的第二次国共内战期间的土地改革运动。

## 背景
韩丁于1937年首次来到中国，抗日战争結束后回到中國，于1947年到聯合國善後救濟總署工作，传播农业技术。当该计划因缺乏资金关闭时，他在山西南部潞城县的北方大学教英语。1948年春节后不久师生离校，上级派出当地干部组成的工作队。韩丁也在内，他们被送到他称之为“长弓”的村庄（张庄），在城市以南10英里处。他住在那里八个月，在田里工作，这些经历成为《翻身》的材料。 离开张庄后，韩丁留在中国擔任教师和拖拉机技师。直到1953年，这些被描述于他在1970年出版的书《铁牛：中国农业革命纪实》。他于1953年离开中国时护照已经过期，取道苏联和欧洲返回美国。当美国海关官员没收了这本书的1000多页手稿时，韩丁起诉，要求拿回，但手稿后来被詹姆斯·伊斯特兰参议员为首的参议院内部安全委员会接管。这些笔记和论文直到1958年才被拿回。

### 土地改革
1948年，韩丁在张庄的逗留让他亲眼目睹了中共乡村政策中的一個阶段，但他的书也展现了早期阶段戏剧化的场景。他陪同一支工作队，派出检查和控制地方执行《土地法大纲》，1947年10月10日，1911年辛亥革命纪念日，中共北方局发布了《中国土地法大纲》。土地法给了地方很大的自由裁量权。正如一位历史学家所说：“这种灵活性部分是中心指示的预期结果——毛泽东一次又一次地强调，必须根据当地情况改变一个人的具体政策。但这也源于当地干部之间的观点分歧，被误解或错误实施的命令，成功的地方反抗以及战争的整体混乱。”
这些不确定性反映了许多未解决的争论和波动。早在1927年，毛泽东就把土地改革看作在农村获得支持和建立党的管理的关键。党的领导人就暴力程度等问题进行了斗争；是否要吸引或瞄准耕种大部分土地的中农；或将所有土地重新分配给贫农。 在抗日战争和第二次统一战线期间，党强调孙中山温和的“耕者有其田”计划，将租金限制在农作物的37 1/2％，而不是土地再分配。除非他们与国民党政府积极合作（那些村庄精英很少有理由这样做），否则党的领导人不想疏远富农和地主，他们的支持对战争至关重要。
1946年中国内战爆发改变了计算。中共决定动员绝大多数的村民，同时攻击顶端的10％。1946年春，中共中央发出了一个比较温和的指示，即通过群众斗争来实施“耕者有其田”方案，但保护中农拥有土地和富贵地主的权利。但7月7日，东北局负责反对蒋介石在满洲的部队的行动，下令实行一项针对所有地主和富农的激进战略，并派出工作队管理这一进程。工作小组匆匆忙忙，没有多少调查，导致了中共的信誉和支持的损失。这是很危险的，因为许多军官和普通士兵来自中农、富农家庭。
1947年10月的《中国土地法大纲》规定，通过实施孙中山的“耕者有其田”纲领，消除被称为“封建剥削”的地租，消灭地主身份。最重要的规定要求平等的土地分配。然而，中共党内存在分歧，政策多次转向。一方面，有时候党的所谓“左倾”，比如把地主全部征收，另一方面是“右倾政策”，甚至腐败，比如对地主给予特殊待遇，以换取金钱或性好处。
尽管如此，在1947年10月10日的《土地改革法草案》中，中共将土改运动交到贫苦农民手中，以绕过被认为是保护村庄权力的当地党员。为了克服家庭和友谊的关系，一个村庄的团队被派去攻击邻近村庄的精英。有关这种暴力的报道破坏了军队士气和土地没收，破坏了农村的生产。然而，到了1948年夏，这场运动成功实现了它的关键目标，确立了中共对粮食和大豆市场的控制，土地改革运动结束。

## 内容
他解释了中共的战略，提出了这场运动在贫困农民中建立革命意识和权力基础的成功，也说明了它的错误和过度，特别是对富农和地主的暴力。
1948年春夏，韩丁生活在长弓，亲眼目睹书中描述的场景，收集了口述历史和文献资料，描述他抵达前的三年斗争。作为背景，他解释了该地区的极端贫困，他说这使地主制度变得特别残酷，而日本军队的战时占领则将村庄划分为合作者和非合作者。 他指出，这个村庄并不典型。首先，天主教徒、少数民族众多，许多家庭在该地区没有祖先根源，这意味着家族结构薄弱。更重要的是，长弓是中国抗日战争期间日本占领和固守的少数几个村庄之一。因此，村庄在战争期间没有经历过毛泽东对华北基地新民主主义政策的联合抵抗和适度改革时期。“长弓”，韩丁写道，“在几天的时间内从反动堡垒跃升到革命风暴中心。”韩丁写道，时间的浓缩允许他看到土地改革运动的所有阶段，而其他村庄历时更长。
韩丁解释说，他写的这本书“借用了小说家、记者、社会科学家和历史学家的文学武库。最后，我所创作的内容似乎在精神上和内容上都与纪录片相似。我把它称为在一座中国村庄的一部革命纪录片。“  韩丁认为，比简单地把土地交给无地者更重要的是毛泽东旨在提高贫农的政治意识。他解释说，“fanshen”一词的字面意思是转个身或“翻身”，在革命用法上就是，改变思维方式并参与革命。数以亿计的失地农民和土地贫瘠的农民，他们打算站起来，甩开地主的枷锁，获得土地、库存、工具和房屋。“但这更多意味着：“它意味着甩掉迷信和学习科学……这就是为什么这本书叫做翻身。”

## 出版
1966年由每月评论出版社出版，但它同意出版这本书是在这本书被其他几家出版社拒之门外后。佳酿出版社（Vintage Press）的平装版售出超过20万本。 另一平装版由加利福尼亚大学出版社于1997年出版。
经周恩来亲自关照，《翻身——中国一个村庄的革命纪实》中文版于1980年1月由北京出版社出版。

## 评论和影响
哈佛大学学者史华慈在《纽约时报》上写道，韩丁的著作“非常有价值，但也是非常有问题的，与该时期的所有其他资料一样。”“作为一个不相信作者的信仰、即毛泽东已经发现了人类自私的治疗方法或人类被人剥削的废除方法、并且认为这本书的教义很简单、不真实、并且经常在极力尝试的人，我坚持认为，韩丁先生在共产主义接管前夕对我们了解中国北方村庄的生活做出了宝贵贡献，并在某种程度上为我们提供了独特贡献……”
哥伦比亚大学人类学家莫顿·傅瑞德指出：“这本书所带来的主要问题之一就是它的可靠性。” 马丁·贝尔纳告诉《新政治家》的读者说，《翻身》 “详细介绍了一个村庄不断变化的社会和经济结构……仅仅这些描述就能使这本书成为中国革命的两大经典之一，另一本是《红星照耀中国》”。 威廉·詹纳尔称其为“西方人关于近代中国曾经写过的最深刻、最具启发性的书籍之一”。詹纳尔写道：“辛顿先生对土地改革的支持和他被派往村庄执行的工作队的认同并没有限制他唱歌赞美他；他的同情、真诚，使他能够在所有细节中讲述故事，即使在血腥时也是如此。错误、不必要的暴力、政策变化引起的混乱。极端倾向和信任危机在故事中都占有一席之地，从而使得这些成就看起来更真实更有价值。”
人类学家安·安娜诺斯特（Ann Anagnost）写于1994年：“也许这本书改变了美国冷战观念对中国革命的看法。” 

## 续集：深翻
1971年4月23日韩丁一家抵达北京，在中国停留了七个月。其间，在北京二七车辆厂停留了五个星期，在清华大学停留了十八天；在山西中部的大寨，他和陈永贵多次聚谈；最后在张庄住下来，伴随整风工作组到秋收结束，为准备明年种植庄稼进行深翻。 韩丁在1983年出版《深翻》（英語：Shenfan: The Continuing Revolution in a Chinese Village），描述了《翻身》到文化大革命后的张庄。中文版《深翻——中国一个村庄的继续革命纪实》于2008年由中国国际文化出版社出版。
《中国季刊》的一位评论家写道，这本书“引起了它是否可以作为准确的描述和分析被认真对待的怀疑”。评论解释说，“通过文革的棱镜，他负有毛主义的价值观（尽管他承认毛时代的消极一面），并且因为他是长弓的一个演员”。
韩丁的女儿韩倞制作了纪录片《长弓三部曲》（The Longbow Trilogy）（1984），展示了1980年代长弓村的变化。
1975年，剧作家大卫·哈利（David Hare）将《翻身》改编为话剧。1990年，山西电视台将《翻身》改编成电视连续剧。